# Torteval-Quesnay
Torteval-Quesnay település Franciaországban, Calvados megyében. Lakosainak száma 313 fő (2018. január 1.). Torteval-Quesnay Anctoville, Cahagnolles, Hottot-les-Bagues, Livry, Longraye, Saint-Germain-d’Ectot, Saint-Paul-du-Vernay és Trungy községekkel határos.

## Népesség
A település népessége az elmúlt években az alábbi módon változott:
| Lakosok száma | 304  | 383  | 333  | 359  | 352  | 344  | 333  | 324  | 317  | 313  |
|               | 1975 | 1982 | 1990 | 1999 | 2006 | 2011 | 2013 | 2015 | 2017 | 2018 |